# 伊香保纜車

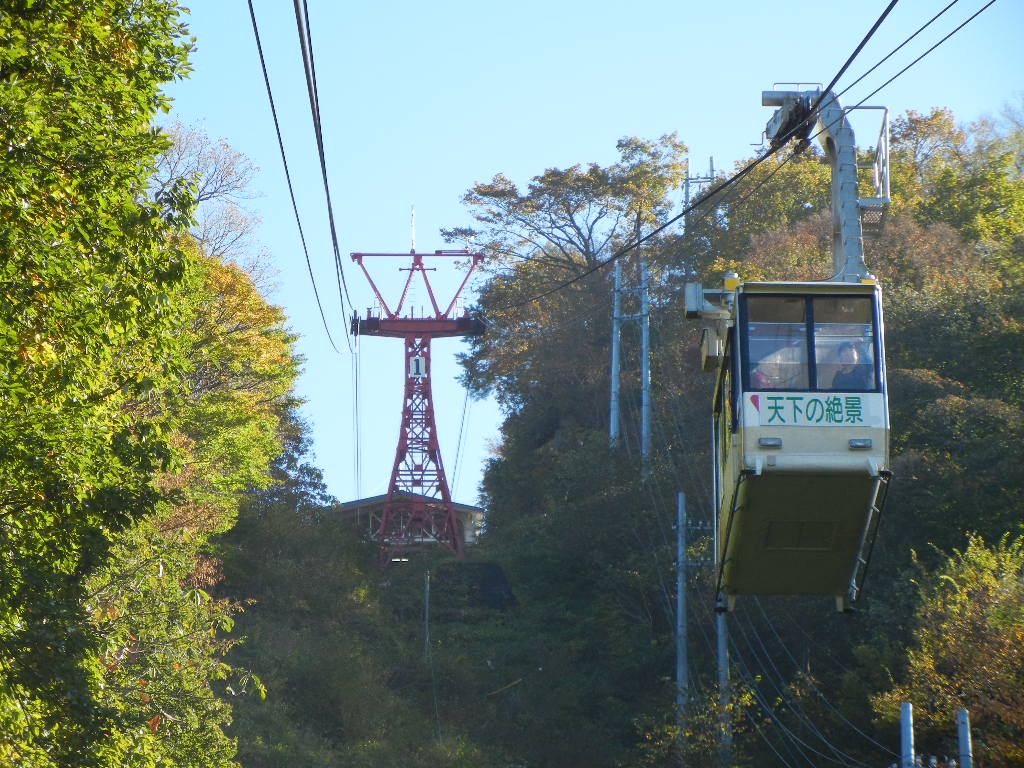
伊香保缆车

伊香保纜車（日语：／*/?）是一條位於群馬縣澀川市的往复式索道，1962年（昭和37年）開通，連接伊香保溫泉的不如歸站和物聞山山頂的見晴站，並由澀川市運營。

## 歷史
- 1962年（昭和37年）8月，伊香保纜車開業並由伊香保溫泉觀光協會運營。[2][3]
- 1967年（昭和42年）4月1日，纜車轉交伊香保町（日语：伊香保町）運營。 [2][3]
- 2006年（平成18年）2月20日，市町村合併，纜車轉交由澀川市運營。

## 路線概要
- 長度：499公尺
- 水平超過長度：465公尺
- 高低差：189公尺
- 運行方式：三線交走式[2]
- 支索緊張力：36吨
- 纜徑：支索42毫米 曳索18毫米 平衡索16毫米
- 車輛設備製造商：大阪車輛工業（日语：大阪車輌工業）
- 纜索制造商：安全索道股份有限公司（日语：安全索道）
- 運載能力：21人
- 運行時間：4分钟
- 站數：2站

## 車站列表
- 不如歸站（36°29′49.6″N 138°55′9.9″E / 36.497111°N 138.919417°E）
- 見晴站（36°29′35.1″N 138°55′16.0″E / 36.493083°N 138.921111°E）

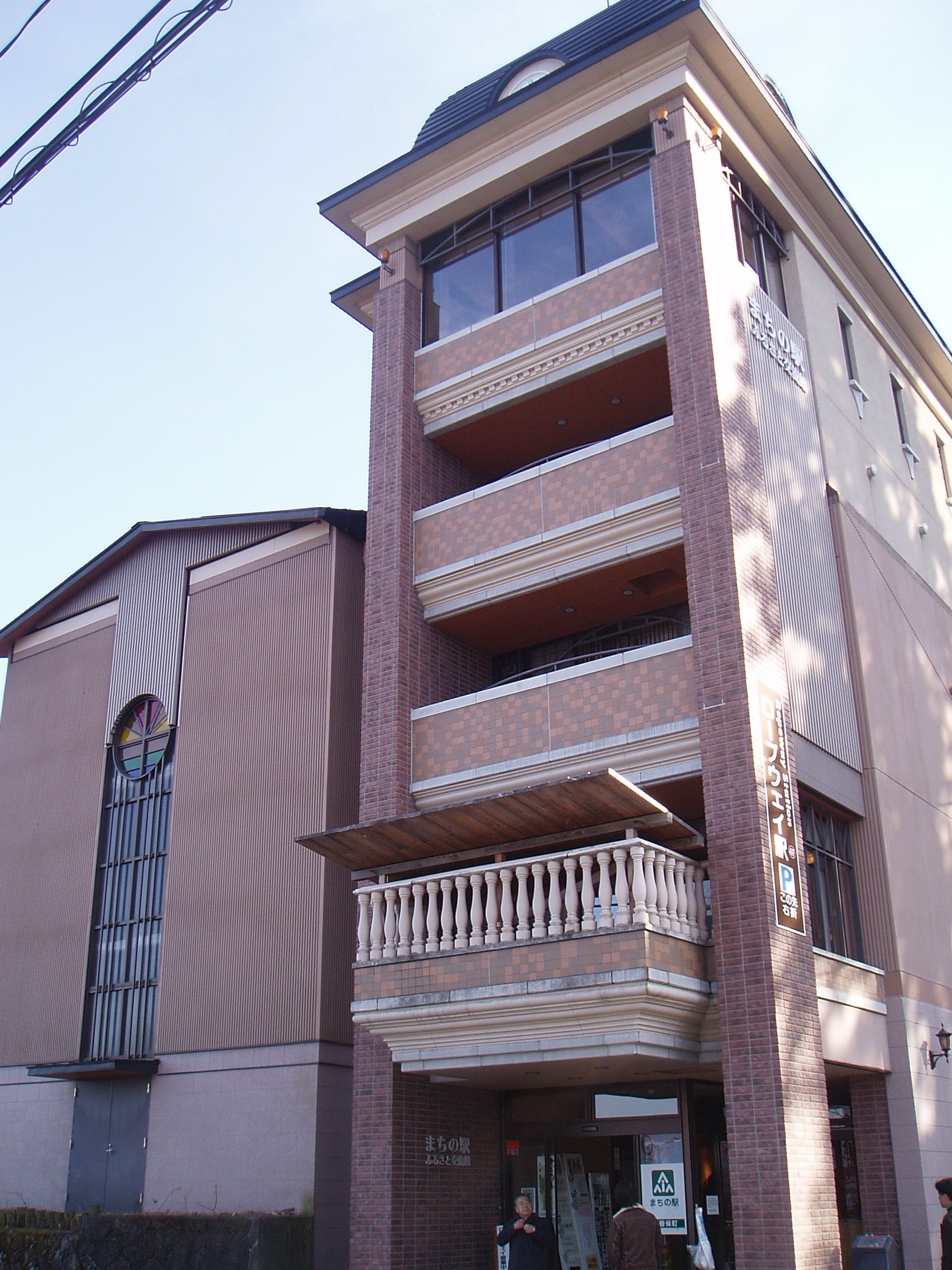
與不如歸站相連的「町之站故鄉交流館」
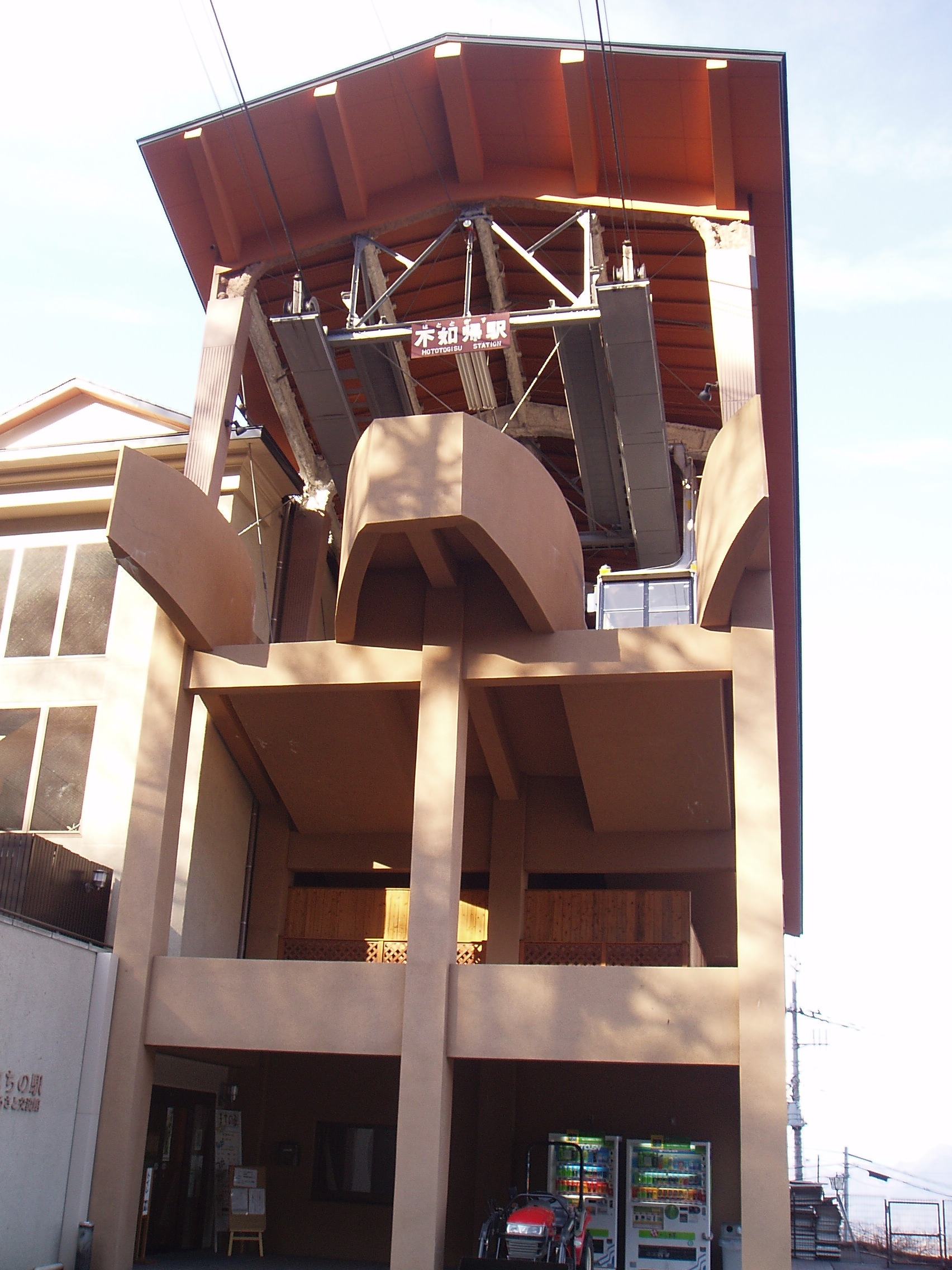
不如歸站（2008年1月6日）
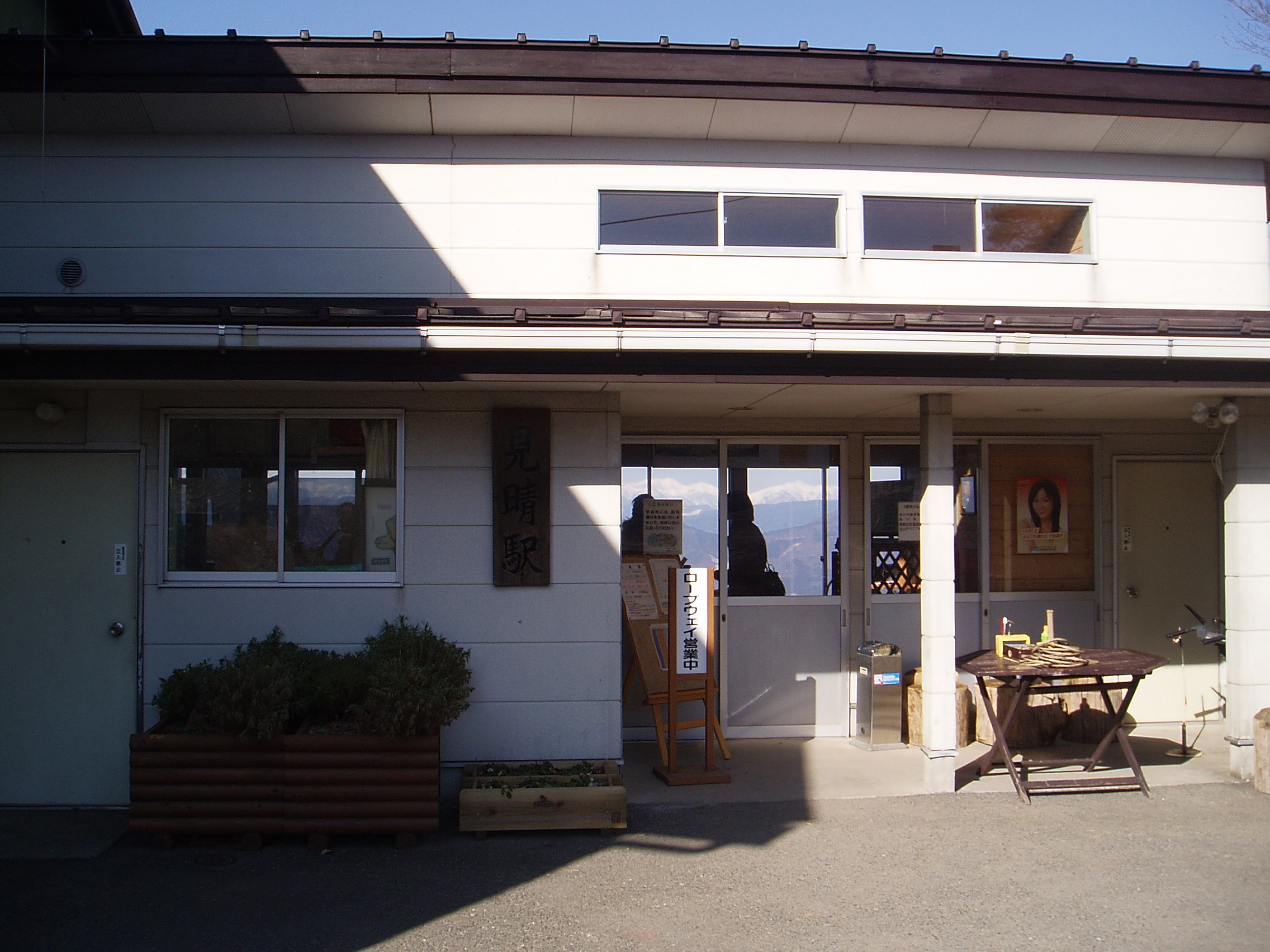
見晴站（2008年1月6日）

## 连接路線
- 伊香保溫泉巴士信息中心、伊香保溫泉巴士轉運站或伊香保町巴士停車場
  - 巴士路線
    - 關越交通（日语：関越交通）：伊香保溫泉線
    - 群馬巴士（日语：群馬バス）：水澤穿梭線
    - 群北第一交通（日语：群北第一交通）：榛名湖線
    - 伊香保城镇巴士（日语：伊香保タウンバス）：1、2、3号線

  - 高速巴士
    - 日本中央巴士：伊香保、前橋~羽田機場線
    - 關越交通：伊香保溫泉班车線